# NGC 283
NGC 283 este o galaxie spirală situată în constelația Balena. A fost descoperită în 2 octombrie 1886 de către Francis Leavenworth. De asemenea, a fost observată încă o dată de către Herbert Howe.